# Astragalus impexus
Astragalus impexus es una especie de planta del género Astragalus, de la familia de las leguminosas, orden Fabales.

## Distribución
Astragalus impexus se distribuye por Irán.

## Taxonomía
Fue descrita científicamente por D. Podl. Fue publicada en Mitt. Bot. Staatssamml. München 25(1): 334 (1988).